# Rakova Noga (Ilijaš)
Pour les articles homonymes, voir Rakova Noga.
Rakova Noga (en serbe cyrillique : Ракова Нога) est un village de Bosnie-Herzégovine. Il est situé dans la municipalité d'Ilijaš, dans le canton de Sarajevo et dans la fédération de Bosnie-et-Herzégovine. Selon les premiers résultats du recensement bosnien de 2013, il abrite une population inférieure ou égale à 10 habitants.
Avant la guerre de Bosnie-Herzégovine, le village faisait entièrement partie de la municipalité d'Ilijaš ; après la guerre et à la suite des accords de Dayton, son territoire été partiellement rattaché à la municipalité d'Istočni Stari Grad, intégrée dans la république serbe de Bosnie.

## Démographie

### Évolution historique de la population
| 1948 | 1953 | 1961 | 1971 | 1981 | 1991 | 2013 |
| ---- | ---- | ---- | ---- | ---- | ---- | ---- |
| -    | -    | 135  | 69   | 59   | 44   | ≤ 10 |

|  |